# Flugzeugabsturz in Trudering
Bei einem Flugzeugabsturz in Trudering (München) kamen am 11. August 1987 neun Menschen ums Leben.

## Hergang
Der Pilot der Piper PA-31T Cheyenne II, ein Berufspilot und auf der Cheyenne sehr erfahren, war auf einem Checkflug zur Verlängerung seines ATPL mit einem Prüfer und einer Sekretärin des Luftamtes Südbayern unterwegs. Die Maschine mit dem Kennzeichen D-ILRA war das Werksflugzeug einer bayerischen Metallbaufirma. Beim Landeanflug kurz vor der Bahn 07R in Riem griff der Prüfer überraschend ein und zog – so stellte später die Flugunfalluntersuchungsstelle beim LBA fest – "ohne Ankündigung in einer völlig unpassenden Situation" in rund 60 Metern über Grund den Leistungshebel des rechten Triebwerks auf Leerlauf zurück.
Der Pilot sollte wohl zeigen, dass er die Maschine auch bei Ausfall eines Triebwerkes landen kann. Ein Standardverfahren zwar, doch wegen des Drehmoments des linken Triebwerks – und des überraschend fehlenden ausgleichenden Drehmoments der rechten Turbine – drehte die Maschine um die Längsachse nach rechts und unten und nahm Fahrt auf. Dank der Fahrt konnte der Pilot die Maschine knapp über der Straße noch abfangen, allerdings erst einen Meter über dem Boden. Sie rutschte mit am Boden kratzenden Propellern über eine Straßenkreuzung der Wasserburger Landstraße (Bundesstraße 304), tötete eine Radfahrerin und streifte einen Linienbus der Linie 192. Dessen Fahrer verlor die Kontrolle und fuhr in ein McDonald’s-Restaurant. Auch die Maschine prallte gegen das Gebäude. Dabei riss eine Tragfläche, das Kerosin entzündete sich und setzte Gebäude, Flugzeug und Teile des Busses in Brand.
Die drei Insassen des Flugzeugs waren sofort tot, drei Menschen starben am Boden. In den folgenden Wochen starben drei der insgesamt 30 Verletzten. 
Das zerstörte Restaurant-Gebäude wurde später an gleicher Stelle wieder aufgebaut. Auf der gegenüberliegenden Straßenseite (Truderinger Straße Ecke Nikolaus-Prugger-Weg) wurde von der Stadt München in einem kleinen Grünstreifen ein Gedenkstein aufgestellt.

## Kritik und Folgen
Der Unfall führte zu einer Reform des Prüfungswesens bei den beiden bayerischen Luftämtern. Der Flug war ein Checkflug, der zur Verlängerung des Berufspilotenscheins ATPL und der Musterberechtigung halbjährlich durchgeführt werden muss. Bis dato nahmen in Bayern Angestellte und Beamte der Luftämter diese anspruchsvollen Prüfungen ab. Sie hatten zwar die notwendigen Musterberechtigungen (engl. Type Ratings), jedoch nicht im Ansatz die praktischen Erfahrungen ihrer Prüflinge und schon gar nicht deren tiefreichende Kenntnisse auf den jeweiligen Flugzeugmustern. Kritik aus Pilotenkreisen an diesem bayerischen Verfahren war bis dato ungehört verhallt.
Nach dem Unfall akzeptierten auch die bayerischen Luftämter die in allen anderen Bundesländern angewendeten Verfahren. Dort übertragen Luftämter die Checkflüge an Experten als Gutachter: Chefpiloten, Flottenchefs, bei Airlines Check-Kapitäne, Ausbildungsleiter oder Fluglehrer mit Einweisungsberechtigung nehmen von Schleswig-Holstein bis Baden-Württemberg diese Prüfungen ab – Experten, die mit den Mustern der jeweiligen Prüflinge extrem vertraut sind, weil sie sie selbst beruflich fliegen. Seit dem Unfall von Trudering werden auch in Bayern derartige Checks – im Simulator oder im Fluggerät – von aktiven Berufspiloten und nicht von Behördenmitarbeitern durchgeführt.